# Municipio de Bangor (Minnesota)
El municipio de Bangor (en inglés: Bangor Township) es un municipio ubicado en el condado de Pope en el estado estadounidense de Minnesota. En el año 2010 tenía una población de 185 habitantes y una densidad poblacional de 2,03 personas por km².

## Geografía
El municipio de Bangor se encuentra ubicado en las coordenadas 45°32′7″N 95°11′5″O / 45.53528, -95.18472. Según la Oficina del Censo de los Estados Unidos, el municipio tiene una superficie total de 90.96 km², de la cual 90,56 km² corresponden a tierra firme y (0,44 %) 0,4 km² es agua.

## Demografía
Según el censo de 2010, había 185 personas residiendo en el municipio de Bangor. La densidad de población era de 2,03 hab./km². De los 185 habitantes, el municipio de Bangor estaba compuesto por el 98,38 % blancos, el 1,08 % eran asiáticos y el 0,54 % eran de una mezcla de razas. Del total de la población el 0 % eran hispanos o latinos de cualquier raza.